# Seno Unión
El seno Unión es uno de los canales patagónicos principales de la Patagonia chilena, es un canal colateral transversal. Está ubicado en la XII Región de Magallanes y de la Antártica Chilena. Es la continuación hacia el sur del estrecho Collingwood y parte del acceso marítimo a Puerto Natales, ciudad capital de la provincia de Última Esperanza. Este canal era navegado por el pueblo kawésqar desde hace unos 6.000 años hasta fines del siglo XX, pues habitaban en sus costas.

## Inicio y término
Comienza a la cuadra de la isla Brinkley en 51°59′50″S 73°36′50″O / -51.99722, -73.61389 y termina en el fondo de la ensenada Ancón sin Salida en  52°11′00″S 73°15′30″O / -52.18333, -73.25833.
El canal corre en dirección general SSE. La ribera oriental está formada por la costa weste de la península Las Montañas,  donde se aprecia la cordillera Sarmiento y la costa occidental está formada por el lado oriental de la península Zach.
Su largo es de aproximadamente 20 millas marinas. El ancho, en su sector norte, es de aproximadamente 4 millas marinas y en su parte sur de 2 millas marinas.

## Orografía

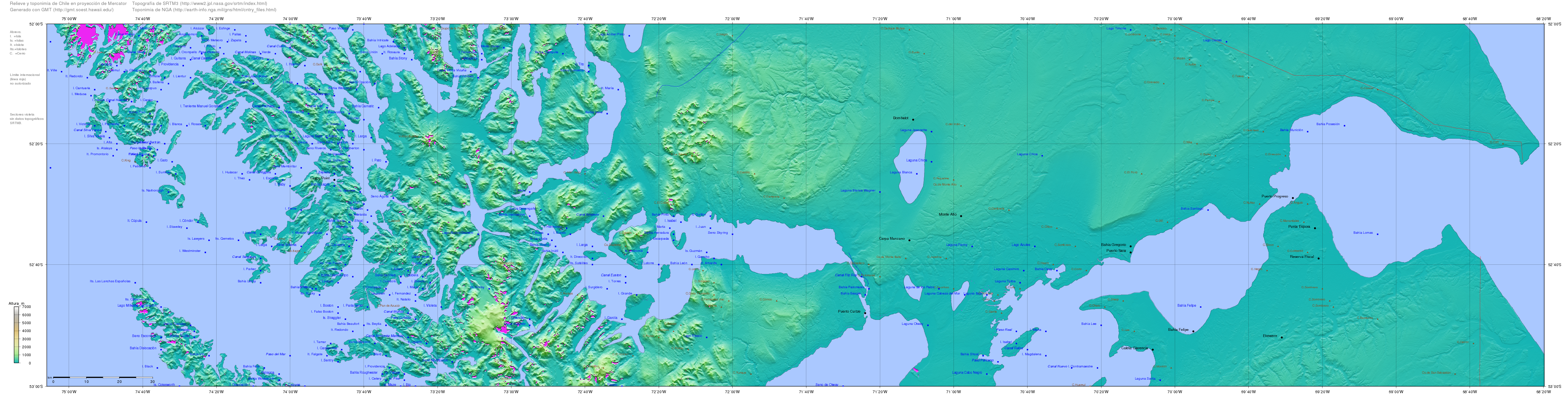
Ver Mapa de Chile.

Las tierras que quedan al norte del canal pertenecen a la región insular o cordillerana de la Patagonia chilena, formadas por montañas y largos y profundos canales. Sus cumbres están siempre cubiertas de nieves eternas de las cuales se desprenden numerosos hilos de agua que forman lagunas que luego se vacían al mar. Las nieves comienzan  aproximadamente a los 700 metros de altura, punto en que terminan los tupidos bosques de ñires, canelos y cipreses.

## Corrientes de marea
Las mareas son normales y las corrientes  débiles. Los malos tiempos del NW soplan con inusitada violencia que hacen que las aguas del canal se agiten de tal manera que parezcan una calle sin asfaltar en día de polvareda.

## Señalización marítima
Existen faros, boyas y balizas como ayudas a la navegación. El canal es profundo y no presenta peligros para el navegante